# EasyJet
EasyJet je britanski nizkocenovni letalski prevoznik, ki je bil ustanovljen leta 1995. Sedež podjetja je londonsko letališče Luton. S 65 milijoni prepeljani potnikov (2014) velja za največjo britansko letalsko družbo po številu potnikov. EasyJet ima v floti okrog 220 letal in operira s 134 evropskih letališč. 
Njegov glavni konkurent je irski Ryanair, ki za razliko operira z letali Boeing 737.

## Flota
| Letalo          | Število letal v floti | Število naročil | Število naročil (opcij) | Število potnikov | Opomen                         |
| --------------- | --------------------- | --------------- | ----------------------- | ---------------- | ------------------------------ |
| Airbus A319-100 | 136                   | —               | —                       | 156              | Največji operater letal A319   |
| Airbus A320-200 | 81                    | 54              | —                       | 180              | [ 5 ]                          |
| Airbus A320NEO  | —                     | 100             | 100                     | TBD 180-189      | Dobave predvidene za 2017–2022 |
| Skupno          | 217                   | 154             | 100                     |                  |                                |